# Giuseppe Di Lello Finuoli
Giuseppe Di Lello Finuoli (Villa Santa Maria, 24 novembre 1940) è un politico e magistrato italiano.

## Biografia
Ha esercitato a Palermo la professione di magistrato, chiamato dal capo dell'Ufficio Istruzione di Palermo, Antonino Caponnetto nel pool antimafia con Giovanni Falcone e Paolo Borsellino, in cui fu giudice istruttore.
Nell'XI legislatura del Parlamento Italiano è stato consulente della Commissione parlamentare antimafia (1992-1994). 
Nel 1994 è eletto deputato alla Camera in Abruzzo, nel proporzionale, nella lista "Progressisti", fino al 1996.
Accetta la candidatura nelle file del Partito della Rifondazione Comunista nel 1999 e viene eletto al Parlamento europeo, dove resta fino al 2004. È stato anche consigliere comunale a Palermo dal 2001 al 2007.
Eletto quindi per la circoscrizione Abruzzo, il 9 aprile 2006, alla carica di senatore della Repubblica, sempre per Rifondazione.
In quella legislatura è stato nominato membro della Giunta delle elezioni e delle immunità parlamentari.
Ha presentato come primo firmatario un disegno di legge per l'istituzione di una Commissione parlamentare di inchiesta sul fenomeno della criminalità organizzata mafiosa o similare.
È inoltre cofirmatario, su iniziativa di Luigi Malabarba, di una proposta di inchiesta parlamentare sull'Istituzione di una Commissione parlamentare di inchiesta sulle vicende relative ai fatti accaduti a Genova nel luglio 2001 in occasione del vertice G8 e delle manifestazioni del Genoa Social Forum.
Cessata nel 2008 la carica parlamentare, abbandona Rifondazione ed è magistrato in quiescenza dal 2009.
Nel 2018 s'iscrive nuovamente a Rifondazione Comunista.

## Opere
- Giudici, Sellerio, Palermo, 1994